# Seki (Gifu)
Seki (関市 -shi) é uma cidade japonesa localizada na província de Gifu.
Em 7 de Fevereiro de 2005 a cidade tinha uma população estimada em 94 911 habitantes e uma densidade populacional de 201 h/km². Tem uma área total de 472,84 km².
Recebeu o status de cidade a 15 de Outubro de 2005.

## Cidades-irmãs
- Himi, Japão
- Owari-ichinomiya, Japão
- Mogi das Cruzes, Brasil
- Huangshi, China